# Моја правила игре (књига)
Моја правила игре: оно чему ме је фудбал научио о животу (итал. Le Mie Regole del Gioco: Quello Che il Calcio mi ha Insegnato della Vita) је књига из 2003. године Пјерлуиђија Колине (итал. Pierluigi Collina). Српско издање књиге објавила је издавачка кућа Samizdat B92 2004. године у преводу Игора Радојчића.

## О аутору
Пјерлуиђи Колина (13. фебруар 1960) је бивши италијански фудбалски судија. Сматра се најбољим судијом свих времена. 

## О књизи
За најбољег и најпознатијег, а тренутно и најискуснијег активног фудбалског судију на свету сматра се аутор ове књиге Пјерлуиђи Колина. У својој дугогодишњој каријери судио је све - од утакмица италијанског првенства, преко Европског првенства и Лиге шампиона до финала Светског првенства. Своје богато искуство му је омогућило да своја размишљања о фудбалу, играчима и историјским мечевима које је судио опише у овој књизи.
Књига Моја правила игре открива и непознати свет фудбалског судије. Приказане су комплексне припреме за сваки меч, однос према играчима, тренутке тешких одлука. Колина је књигу написао испровоциран питањем фудбалера Едгара Давидса: "Ја на терен излазим да победим, али питам се шта тебе мотивише да се овим бавиш?"